# Na przełaj (film)
Na przełaj – polski film obyczajowy z 1971 w reżyserii Janusza Łęskiego, z Tadeuszem Fijewskim w roli głównej.
Film jest produkcją telewizyjną. Był kręcony w Warszawie (Rondo Romana Dmowskiego, Pałac Na Wyspie).

## Fabuła
Historia starszego człowieka, który spędził całe życie na wsi uprawiając ziemię. Teraz po śmierci żony zmuszony jest sprzedać gospodarstwo i przeprowadzić się do miasta, gdzie mieszkają jego dzieci. Córka, syn i zięć, goniący za karierą nie rozumieją ojca, który staje się dla nich ciężarem. Mężczyzna czuje się niepotrzebny i zagubiony w nowym środowisku.

## Obsada
- Tadeusz Fijewski – ojciec
- Aleksandra Zawieruszanka – Grażyna, córka
- Włodzimierz Bednarski – zięć, mąż Grażyny
- Tadeusz Borowski – syn
- Stanisława Celińska – dziewczyna próbująca popełnić samobójstwo
- Janusz Zakrzeński – dyrektor
- Andrzej Krasicki – Jarosz
- Jan Himilsbach – sprzedawca dewocjonaliów
- Wacław Kowalski – dozorca parku
- Wojciech Brzozowicz
- Zbigniew Kryński
- Tadeusz Somogi
- Piotr Wysocki
- Witold Dederko
- Marian Łącz
- Teresa Mikołajczuk
- Alicja Sędzińska
- Anna Nehrebecka
- Wiktor Nanowski
- Ryszard Pikulski
- Ryszard Markowski
- Adam Perzyk
- Franciszek Starowieyski
- Włodzimierz Stępiński